# Fontána Château d'eau de Montmartre
Fontána Château d'eau de Montmartre je fontána v Paříži na Montmartru.

## Umístění
Kašna se nachází v 18. obvodu na Place Jean-Baptiste-Clément na křižovatce ulic Rue Lepic a Rue Norvins. Fontána se nachází v zahradě oddělené od ulice plotem.

## Historie
Fontána je součástí vodárenské věže na Montmartru, která se nachází v Rue Norvins a byla postavena roku 1835. V roce 1865 byla zvýšena. Vodárna brala vodu akvaduktem Dhuis a zásobovala bývalou vesnici Montmartre. Voda se dostávala dvěma čerpadly, jedno bylo umístěno na břehu Seiny v Saint-Ouen, druhé se nacházelo v Passage Cottin. Vodárenská věž Montmartre se přestala používat v roce 1927 po vybudování rezervoáru v Rue Azaïs v sousedství baziliky Sacré-Coeur.

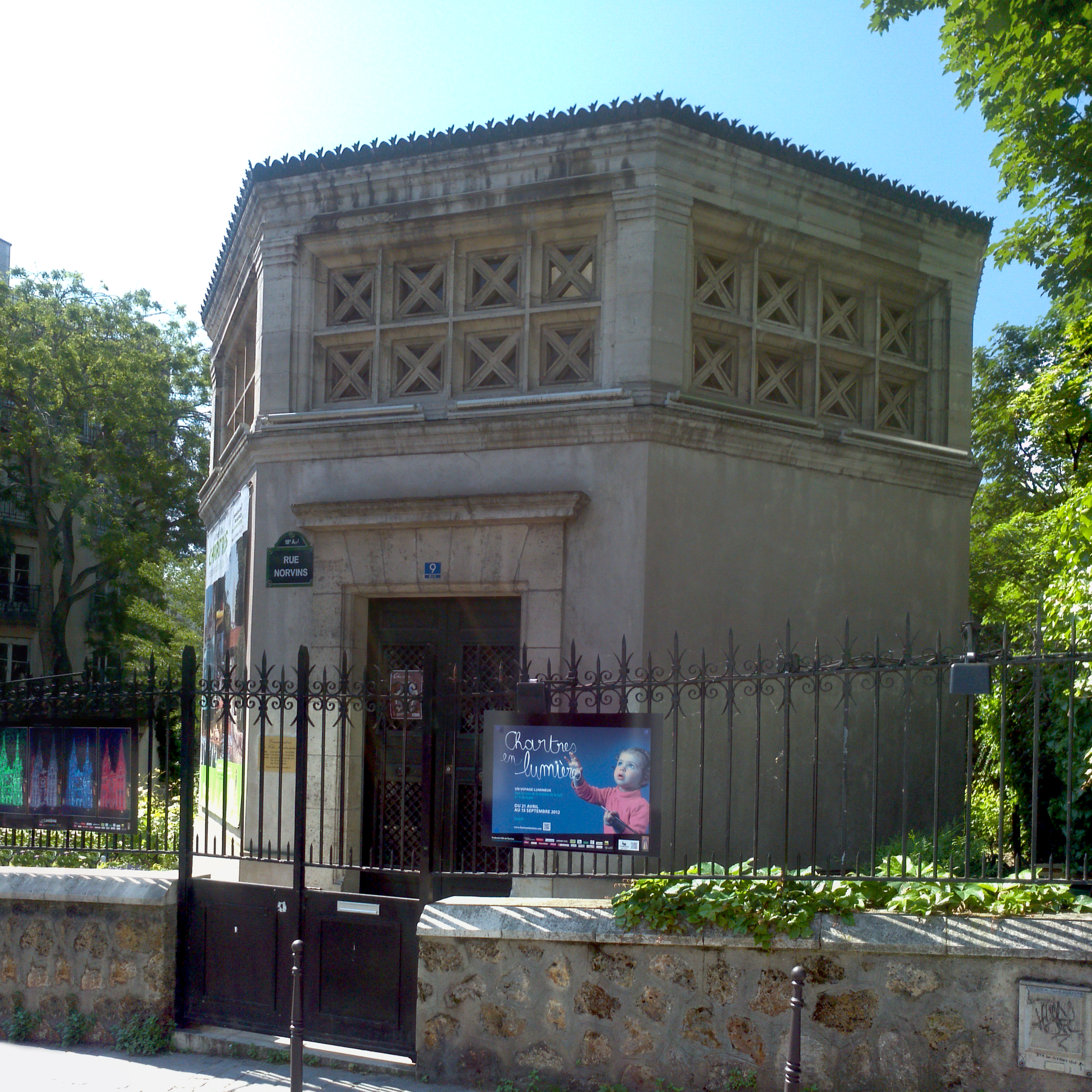
Celkový pohled na vodárnu

## Popis
Osmiboká vodárenská věž byla postavena v novorenesančním stylu. Vstup s bronzovými dveřmi se nachází na straně na Rue Norvins. Strana s fontánou má bohatě zdobenou fasádu, dvěma renesančními pilastry a lambrekýny v mělkém reliéfním půlkruhovém výklenku ve tvaru lastury. Po obou stranách půlkruhového oblouku zdobeného vejcovcem jsou dva draci s roztaženými křídly a mávajícími ocasy. Nad kladím pod trojúhelníkovým frontonem je ve zdobeném rámu mramorová deska s částečně nečitelným dedikativním nápisem. Nápis neobsahuje romantické básně nebo verše v latině jak bývá zvykem, ale spíše pamětní zápis smlouvy mezi městem a stavební firmou o výstavbě a provozu vodárny. Za textem následuje seznam členů městské rady a letopočet MDCCCXXXV.
Ve výklenku je umístěna fontána. Jedná se o mohutnou bronzovou vázu zdobenou najádami, tritony a lví hlavou ve formě vystouplého reliéfu. Rukojeti mají tvar mořských hadů. Voda dopadá do čtyřboké nádrže.